# Toodyay Shire
Koordinaten: 31° 33′ S, 116° 28′ O

Das Shire of Toodyay ist ein lokales Verwaltungsgebiet (LGA) im australischen Bundesstaat Western Australia. Das Gebiet ist 1694 km² groß und hat etwa 4500 Einwohner (2016).
Toodyay grenzt im Südwesten an die Hauptstadt Perth an und ist etwa 70 Kilometer vom Stadtzentrum entfernt. Der Sitz des Shire Councils befindet sich in der Ortschaft Toodyay, wo etwa 1000 Einwohner leben (2016).

## Verwaltung
Der Toodyay Council hat neun Mitglieder. Die Councillor werden von den Bewohnern der vier Wards (drei aus dem West und je zwei aus East, North und Central Ward) gewählt. Aus dem Kreis der Councillor rekrutiert sich auch der Ratsvorsitzende und Shire President.